# XCOR Aerospace

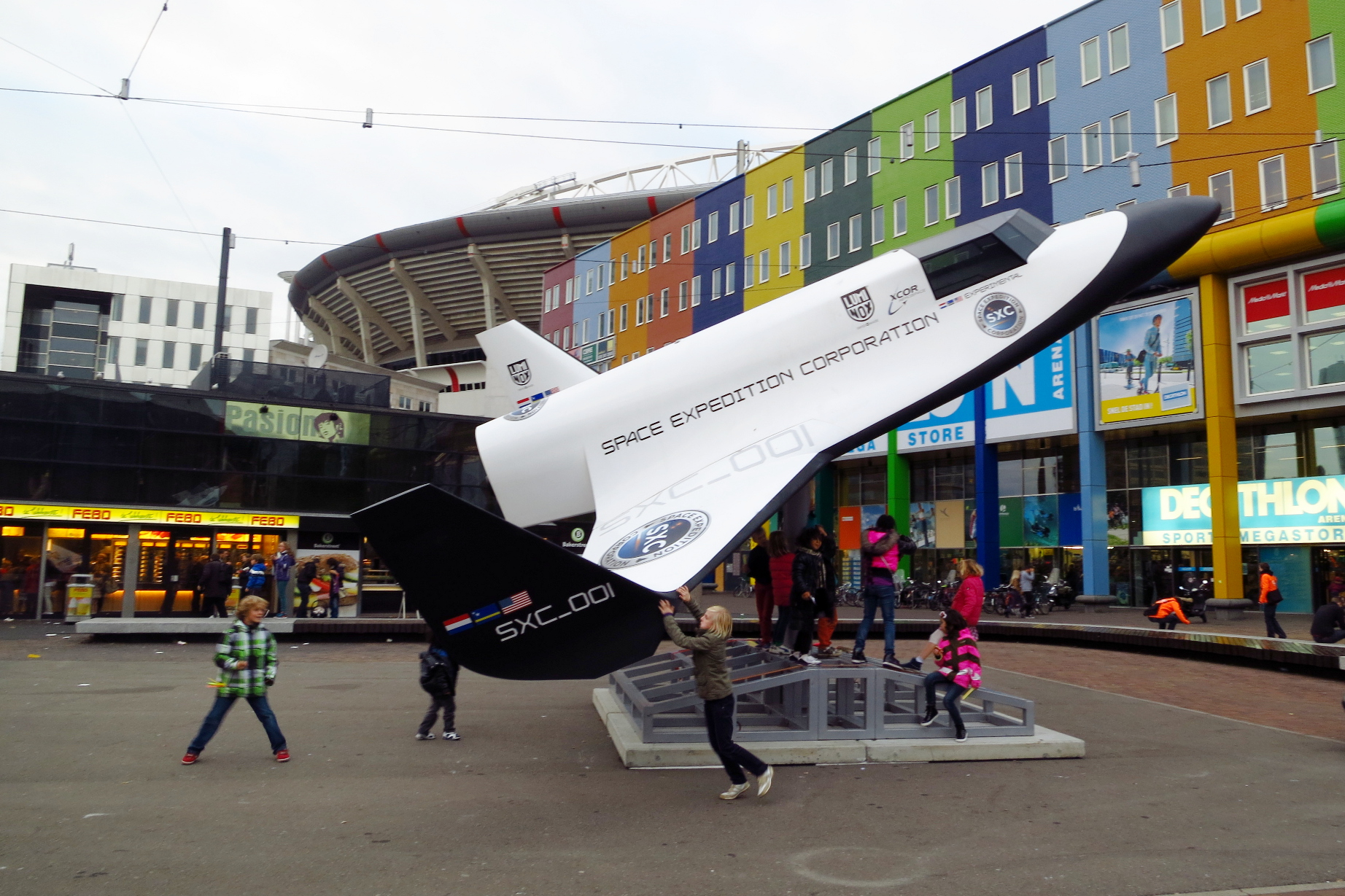
Model van de Lynx op ware grootte, tentoongesteld in Amsterdam in 2012

XCOR Aerospace was een Amerikaans bedrijf dat het Lynx-ruimtevliegtuig ontwikkelde. De ontwikkeling daarvan is echter in 2016 stilgelegd en een derde van het personeel werd ontslagen. Op 9 november 2017 vroeg XCOR het faillissement aan.
In juni 2014 nam XCOR Aerospace het Nederlandse bedrijf Space Expedition Corporation (SXC) over, dat van plan was om Lynx-vluchten uit te voeren vanaf de op Curaçao geplande Caribbean Spaceport.
XCOR was na het annuleren van de Lynx nog wel bezig met het ontwikkelen van nieuwe technieken waaronder de 8H21, een 3D-geprinte upperstage raketmotor op basis van vloeibare waterstof en vloeibare zuurstof die kandidaat was voor ULA's Advanced Cryogenic Evolved Stage en materialen om lichtgewicht kunststof brandstoftanks voor raketten van te maken.
Na het faillissement waren 282 personen die in het vooruit een vlucht met de Lynx ter waarde van 100.000 dollar hadden geboekt hun geld kwijt.
Het model dat in 2012 werd tentoongesteld nabij Amsterdam ArenA staat thans in het Luchtvaartmuseum Aviodrome in Lelystad.